# Tarquínios
Os últimos reis de Roma (uma dinastia de reis etruscos) são denominados tarquínios, devido ao seu sobrenome. Foram três os reis Tarquínios, que reinaram por volta de 600 a.C. até 509 a.C., Tarquínio Prisco, Sérvio Túlio e Tarquínio, o Soberbo.

## Lúcio Tarquínio
Lúcio Tarquínio (depois chamado Tarquínio Prisco para distingui-lo do último rei de Roma, Tarquínio, o Soberbo) viera de Tarquínia para Roma por volta de 600 a.C.. Seu pai era um grego chamado Demaratos que migrara de Corinto, e sua mãe era etrusca. Lúcio Tarquínio era brilhante mas também ambicioso e se destacava não apenas por sua elegância entre a rusticidade romana, mas também por seus conhecimentos filosóficos, matemáticos e geográficos,enquanto os romanos  eram  analfabetos. Grande diplomata e criador de intrigas, segundo relata Tito Lívio, Lúcio Tarquínio usou essas habilidades para ganhar o apoio da assembleia das cúrias e dos comerciantes , sendo afinal eleito rei. Apesar manter o apoio dos comerciantes e da plebe, os patrícios se voltaram contra ele e, após trinta e oito anos de reinado, mandaram assassiná-lo.
Durante seu reinado, Roma passou por um processo de desenvolvimento urbano e ganhou algumas características etruscas. No estilo etrusco, Tarquínio Prisco construiu um palácio e neste, um trono, onde, sentado, governava com um cetro à mão e um capacete emplumado.
Diferentemente dos anteriores, seu reinado foi voltado para a guerra e a política, chegando a dominar a região do Lácio, expandindo-se para a região dos sabinos. Para essas empreitadas, eram necessários armamentos, fornecidos pelos comerciantes, que lucraram com isso. Outro grande feito do seu governo foi a construção da Cloaca Máxima, o sistema de esgotos de Roma, o que melhorou a qualidade de vida e saúde. Também criou o Forum Magnum. Mesmo assim, os senadores (patrícios, em sua maioria) tramaram a sua morte.

## Sérvio Túlio
Após a morte de Tarquínio Prisco, sua esposa, Tanaquil, que era etrusca, passou a governar. As mulheres etruscas tinham mais direitos e estudos do que as mulheres romanas, e Tanaquil reinou até seu filho, Sérvio Túlio, assumir o trono.
Primeiramente, Sérvio Túlio realizou uma série de obras, como a construção das muralhas ao redor da cidade, dando empregos a vários pedreiros, técnicos e artesãos, que  começaram a apoiar o novo rei. Sérvio ainda reformulou a sociedade, pois a população havia crescido. Outra classe que apoiou Sérvio foram os filhos de escravos libertos, que foram declarados cidadãos. Sérvio criou então um novo sistema político, de acordo com o poder econômico. Dessa forma, o senado perdeu poder em proveito dos comerciantes - que eram ricos, enquanto os patrícios do senado eram agricultores, com pouco dinheiro.
Seu sobrinho, também chamado Lúcio Tarquínio, tentou tirá-lo do trono, alegando abuso de poder. No entanto Sérvio Túlio permaneceu, por decisão tomada em plebiscito. Inconformado,  Lúcio Tarquínio assassinou  o tio, tornando-se rei e passando a ser chamado Tarquínio, o Soberbo, segundo Tito Lívio.

## Tarquínio, o soberbo
Após Tarquínio, o Soberbo matar seu tio, Sérvio Túlio, assumiu o poder com apoio do senado. Este foi um rei agressivo e sedento por sangue, que guerreou muito e acabou conquistando a Sabina e a Etrúria.
Em certo momento, seu filho, Sexto Tarquínio e seu sobrinho, Lúcio Tarquínio Colatino se desentenderam, e seu sobrinho propôs ao senado a queda de Tarquínio e a expulsão de sua família - menos ele. Tarquínio teve de fugir para a Etrúria, ao norte, e depois foi para Porsena, enquanto em Roma, proclamou-se a República, em 509 a.C., terminando o período de reinado dos Tarquínios, os últimos reis de Roma.